# Pérdicas I da Macedónia
Pérdicas I foi um rei Macedónia, reinou por volta de 700 a.C. até 678 a.C..
Ele era descendente de Temeno (um heráclida, conquistador de Argos), e fugiu com seus irmãos Gauanes e Aeropus para a Macedónia.
Na época clássica, os macedónios reivindicaram serem tratados como helenos, e utilizaram estas genealogias para justificar
Outras tradições indicam Caranus como sendo o descendente de Temeno que fundou o reino da Macedónia; os analistas tentam conciliar estes dados supondo:
- que Pérdicas era o sucessor de Caranus (Juniano Justino, citado por Newton[3])
- que Caranus era o sucessor de Pérdicas (Caio Júlio Solino, citado por Newton[3])
- que Pérdicas e Caranus eram contemporâneos e fundaram pequenos principados; depois da morte de Caranus, o reino foi unificado sob Pérdicas (Newton[3])

Pelos cálculos de Newton, Pérdicas reinou por volta da 46a ou 47a Olimpíada.